# Roy Cohn
Roy Marcus Cohn (/koʊn/; 20 tháng 2 năm 1927 – 2 tháng 8 năm 1986) là một luật sư người Mỹ nổi tiếng với tư cách là luật sư trưởng của Thượng nghị sĩ Joseph McCarthy trong các phiên điều trần của Army–McCarthy năm 1954, vì đã hỗ trợ các cuộc điều tra của McCarthy về những người cộng sản bị nghi ngờ, và là một người sửa chữa chính trị hàng đầu.
Sinh ra ở thành phố New York và được giáo dục tại Đại học Columbia, Cohn nổi lên như một công tố viên của Bộ Tư pháp Hoa Kỳ tại phiên tòa xét xử gián điệp Julius và Ethel Rosenberg, kết thúc với vụ hành quyết của Rosenbergs vào năm 1953. Khi luật sư trưởng của McCarth, Cohn đến được liên kết chặt chẽ với McCarthyism và sự sụp đổ của nó. Ông cũng đại diện và cố vấn cho nhà phát triển bất động sản và sau này là Tổng thống Hoa Kỳ Donald Trump trong sự nghiệp kinh doanh đầu tiên của mình.
Năm 1986, Cohn đã bị trục xuất khỏi Phòng phúc thẩm của Tòa án tối cao bang New York vì hành vi phi đạo đức sau khi cố gắng lừa gạt một khách hàng đang hấp hối bằng cách buộc khách hàng ký vào bản sửa đổi di chúc để lại cho ông tài sản. Cohn qua đời năm tuần sau đó do các biến chứng liên quan đến AIDS.

## Tuổi thơ và giáo dục
Sinh ra trong một gia đình Do Thái quan sát ở vùng the Bronx, thành phố New York, Cohn là con duy nhất của Dora (nhũ danh Marcus; 1892–1967) và Thẩm phán Albert C. Cohn (1885–1959), người có ảnh hưởng trong chính trị của Đảng Dân chủ. Ông chú cố của ông là Joshua Lionel Cowen, người sáng lập và chủ sở hữu lâu năm của Lionel Corporation, một nhà sản xuất xe lửa đồ chơi. Cohn sống ở nhà của cha mẹ mình cho đến khi mẹ ông qua đời, sau đó ông sống ở New York, Quận Columbia và Greenwich, Connecticut.
Sau khi học trường Horace Mann và trường Fieldston, và hoàn thành việc học tại Đại học Columbia năm 1946, Cohn tốt nghiệp  Trường Luật Columbia khi mới 20 tuổi.

## Qua đời
Năm 1984, Cohn được chẩn đoán bị AIDS và cố gắng giữ bí mật tình trạng của mình trong khi điều trị bằng thuốc thử nghiệm. Ông đã tham gia vào các thử nghiệm lâm sàng của AZT, một loại thuốc ban đầu được tổng hợp để điều trị ung thư nhưng sau đó đã phát triển thành tác nhân chống HIV đầu tiên cho bệnh nhân AIDS. Ông nhấn mạnh đến ngày hấp hối rằng căn bệnh của ông là ung thư gan. Ông qua đời vào ngày 2 tháng 8 năm 1986, tại Bethesda, Maryland, vì những biến chứng do AIDS, ở tuổi 59. Theo Roger Stone, "mục tiêu tuyệt đối của Cohn là hoàn toàn bị phá vỡ và khiến hàng triệu người đến với IRS. Ông đã thành công trong việc đó." Ông được chôn cất tại nghĩa trang Union Field ở Queens, New York.